# 夏休み

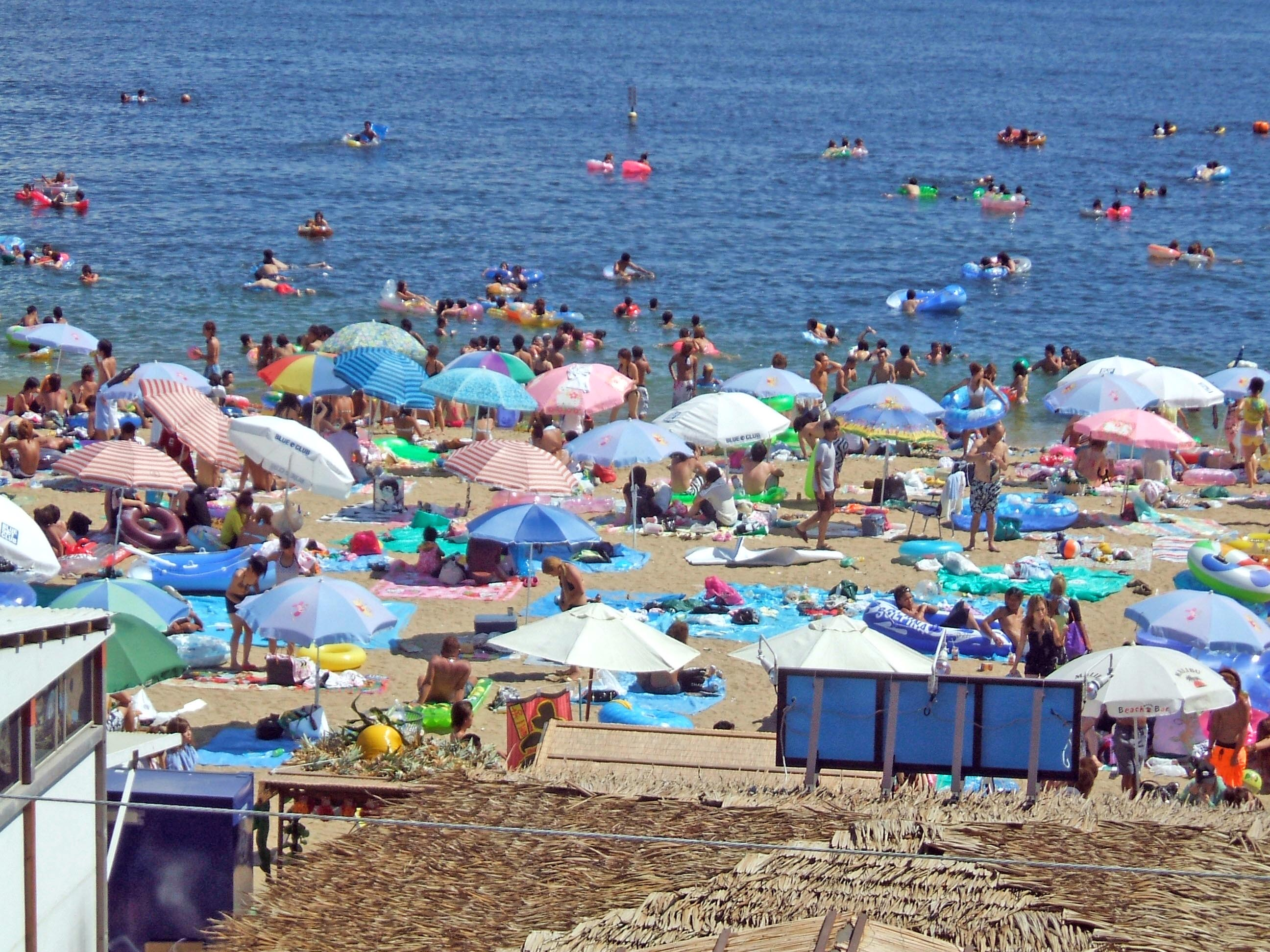
夏休みは海岸に人が集まる（イメージ）

夏休み（なつやすみ）、夏季休暇（かききゅうか）は、教育機関や企業などで夏の期間、授業や業務を休みにする休暇のことである。北半球では主に7月下旬から8月の終わり頃までの、長期休業である。

## 各国の夏休み

### 日本
1881年（明治14年）から文部省が夏季休業日と定めたことで夏休みが誕生した。
日本の教育機関の場合、正式名称は「夏季休業」という。校舎などに冷房設備がない場合が多く、太平洋高気圧支配下での授業が暑熱により困難なので、その間を休業とするためとされる。そして、その期間に期待される教育効果の主たるものは、普段学校では体験することの出来ないことへの児童・生徒の挑戦とされる。一般的に、漢字や数学などの基本的な学習や日誌などの宿題を配布され、小学校や中学校では夏休みの宿題がある。小学校に関しては大正時代の尋常小学校の時からこのモデルは変わっていない。
幼稚園・小学校・中学校・高等学校の夏休み期間は全国一律ではなく、その土地の気候や風土により期間の長短がある。公立小学校・公立中学校の場合、学校教育法施行令第29条に基づき、日数は原則として学校を管轄する市町村の教育委員会が定めている。大学の場合は、カリキュラムや前期試験・中間試験の時期により異なる。
1939年以降の戦時下においては、夏休みの呼称が廃止され、心身鍛錬の期間とされていた。

#### 幼稚園・小学校・中学校・高等学校
夏休みの期間は、日本では、一般的には7月中頃（7月16日）から8月下旬までである。

##### 幼稚園・小学校・中学校・高等学校における例外措置について
2020年（令和2年）の夏休みについては、新型コロナウイルス感染防止のための臨時休校の実施などの影響を踏まえ、例外措置が取られた。文部科学省における「新型コロナウイルス感染症の影響を踏まえた公立学校における学習指導等に関する状況について」の調査内容公表によると、全体の95％が長期休業期間の短縮を予定する。夏休み期間は公立幼稚園、小学校、中学校、義務教育学校、中等教育学校、特別支援学校では16日間、高等学校では23日間が最も多い。最短は公立幼稚園、小学校、中学校、義務教育学校、中等教育学校、特別支援学校が9日間、高等学校が4日間であった。休業期間を短縮しない学校も、中等教育学校以外では見られた。ただし、令和2年7月豪雨発生前の調査のため、数値が変動する可能性もある。

#### 自殺
内閣府「平成27年版自殺対策白書」の（過去40年間）「18歳以下の日別自殺者数」では二学期が始まる9月1日前後で突出した自殺数となっている。
上記の内閣府のデータをもとに、9月1日が自殺の多発日として対策が取られている。一方で、自殺総合対策推進センター は「直近10年間の自殺のピークは8月下旬にある」と結論づけた。「夏休みの短縮化も影響している可能性ある」とし、「休み明けに限らない、幅広い期間の対策の必要性」を示唆している。

#### 企業
労働法においては特別休暇（非法定休暇）に分類される。日本では月遅れ盆に合わせ8月15日前後に夏期休暇を設ける企業が多い。休業の形態は、全社的もしくは事業所単位での一斉休業の場合と、従業員ごとの交代制をとる場合とがある。官公庁、金融機関、病院などはお盆の期間でも暦通りの勤務となるため、後者のほうに該当する。企業によっては連続休暇とせず、ある一定の日数を7月から8月の間に断続的に取得させる形態もある。4勤2休などの交代勤務が導入されている製造部門などでは夏休みが無いことが多い。その一方で、夏季の電力需要を抑えるため操業調整を行い、お盆休みとは別の休みを取る所もある（夏季電力休暇）。土曜日や祝日の一部を勤務日に変更し、その分の休日を夏期休暇に充当して大型連休にする所もある。
近年、夏期休暇を旅行などの目的で取得する人を中心に、旅行料金の下がる8月下旬 - 9月に休暇をとる人が増えている。
一方で鉄道・バスなどの運輸事業、旅行会社や飲食店などのサービス業では、この時期はむしろ書き入れ時なので、夏期休暇を別日（6月下旬 - 7月もしくは8月下旬 - 9月）に交代で取ることが多い。全く無いという企業もある。
平日の帯番組を担当する司会者もこの時期に合わせて夏休みを取ることがある（とくダネ!の小倉智昭、ミヤネ屋の宮根誠司、報道ステーションの古舘伊知郎などがその一例）。

### アメリカ合衆国
アメリカ合衆国では6月から8月にかけて夏休みがとられることが多い。
学校では主に6月に夏休みが始まり（州や、地域、学校によって異なる）、学校年度の始まりが9月になるため、それまでの2 - 3か月間が夏休みの期間となる。宿題はないが、その代わりとして「サマースクール」を開講する学校や州がある。
一方、社会人を対象としたビジネススクールなど高等教育においては、総修学期間の短縮のため、夏休みを設定しないこともしばしばある。
アメリカでは、人口の大半が農業に従事していた時代に、子供たちが収穫の手伝いをするために夏休みができたという話が広く知られている。しかし実際は、20世紀初頭、当時は脳は筋肉で出来ており、手足を酷使し過ぎると怪我につながるように、勉強のし過ぎは脳の発達に悪影響とみなされたため、夏休みが設けられたとされる。
グアムの学校では夏の約3か月間が夏休みとなっている。グアムではサマーキャンプなどの開催が少なく、アメリカ本土やハワイで過ごしたり、アジアやヨーロッパの人と国際結婚をしている人たちは相手の国やその近隣の国を旅行するケースも多い。

### カナダ
カナダでは6月末から9月上旬にかけて夏休みがとられることが多い。

### イギリス
イギリスでは7月下旬から8月にかけて夏休みがとられることが多い。イギリスの学校では9月が年度初めとなることから、学年末後となる夏休みには宿題が出されることは基本的にないとされる。GCSEやAレベルなどの試験が始まる前の学齢で進学塾に通うことは稀である。夏休みが始まる7月20日前後の週末に地方の高速道路で渋滞が発生するが、これは共働き家庭で夏休みに入った子供たちの面倒を見てもらうために祖父母宅に預ける車で混雑すると言われている。

### フランス
フランスでは7月から8月にかけて夏休みがとられることが多い。旅行に行く人や海辺や山のアパートを借りて過ごす人も多い。また祖父母が田舎に住んでいる場合や別荘を所有している場合には、子どもだけで1週間から2週間過ごすこともある。フランスにはアクティヴィティつきの合宿を提供する組織が複数あり、スポーツ、言語学習、料理学習などの内容で週単位で開催されている。また、合宿ほど長期間ではないが、その他のアクティヴィティとして美術館や博物館が催すアトリエも人気がある。

### ドイツ
ドイツでは、州により異なるが、6月下旬から9月上旬にかけて夏休みがとられることが多い。

### イタリア
イタリアの学校では6月初旬から9月初旬までの約3か月間を夏休みとすることが多い。特に7月から8月にかけて夏休みがとられることが多いとされる。

### ポーランド
ポーランドでは学校は6月下旬から夏休みに入ることが多い。

### オーストリア
オーストリアでは法律で最低25日間の有給休暇が定められているため、平均2週間、短くても1週間の夏休みをとることが一般的である。内陸国のためビーチリゾートが人気で、自動車でイタリアやクロアチアなどに行き滞在型のアパートメントなどで自炊しながら過ごす人も多い。黒海沿岸のリゾートやエジプトのリゾートなどで過ごす人や国内のチロルやザルツカンマグートなどでハイキングやウォータースポーツを楽しむ人もいる。

### チェコ
チェコでは学校は7月5日と6日が祝日のため、この両日をまたぐように夏休みをとる人が多い。チェコでは夏休みに郊外のコテージや田舎の実家に行く家族が多かったが、イタリアやギリシャなどの保養地ですごすケースも増えている。

### ハンガリー
ハンガリーでは2～3週間の休みを取る人が多い。夏休みのシーズンには旅行代理店に旅行プランが並ぶが、ハンガリーには海がないことから海辺のリゾートを旅行先にしたものも多い。

### ブルガリア
ブルガリアの公立学校では夏休みの期間が長く、小学校では5月下旬から9月15日まで約4か月間夏休みとなる。

### バルト三国
リトアニアではバルト海沿岸のニダやプランガなどのリゾート地ですごす人が多い。また、エストニアでは夏休みに国内の島や、スペイン、トルコ、北アフリカ、キプロスなどですごす人が多いが、冬に1～2週間の休暇をかわりにとる人も多くなっている。

### スウェーデン
スウェーデンの学校では次の学事年度が8月20日以降の最初の月曜日に始まるため、それまでの2 - 3か月間（6月中旬頃に開始）が夏休みの期間となる。宿題はない。しかしレポートの提出が求められるケースがある。

### ロシア
ロシアでは7月末から8月にかけて夏休みがとられることが多い。

### 韓国
韓国では学事年度は3月に始まるが、2学期制である小・中・高校の夏休みは、日本とほぼ同じく7月中旬または下旬から8月下旬までとなっている。一方、大学・大学院では6月末または7月初めから、8月下旬までとなっている。大学・大学院は3月入学と9月入学を併用しているため、8月中旬にも卒業式が行われる。

### 中国
中国では次の学事年度が9月に始まるため、7月上旬頃から8月末までの期間が、夏休み（暑假）期間となる。大学では6月20日ぐらいに始まる。（夏休みは学校のみため）
香港の学校では9月から学期がスタートして6月に終わり、7月からの約2箇月間が夏休みとなる。香港では7・8月には祝日がないため、サラリーマンは会社や同僚との時間を調整して夏休みをとることが多い。

### インドネシア
インドネシアは国土が赤道近辺にあり、一年中が夏ではあるため、季節の変化としての夏を特定することができない。オランダ植民地時代の名残か、学事年度が9月に始まるため、その前2 - 3か月間を長期休暇としている。なお、現在、インドネシアは2学期制を採用しており、前期と後期の間の1月も1か月間の休暇となっている。

### フィリピン
フィリピンの学校では次の学事年度が6月に始まるため、それまでの2か月間（4月から5月）が夏休みの期間である。

### タイ
タイの学校では新学年度が毎年の5月中旬～下旬に始まるため、それまでの約2か月間（3月終わりから5月中旬）が夏休みの期間である。

### 南半球の国
北半球とは夏冬が逆転する。オーストラリアでは12月から2月にかけて夏休みがとられることが多い。